# يورغن ريندلر
يورغن ريندلر (بالألمانية: Jürgen Rindler)‏ هو لاعب كرة قدم نمساوي في مركز حراسة المرمى، ولد في 10 أبريل 1986 في النمسا. لعب مع نادي هارتبيرغ.

## وصلات خارجية
- يورغن ريندلر على موقع قاعدة بيانات كرة القدم.إي يو (الإنجليزية)
- يورغن ريندلر على موقع Soccerway.com (الإنجليزية)
- يورغن ريندلر على موقع عالم كرة القدم.نت (الإنجليزية)